# Спаржа тонколистная
Спа́ржа тонколи́стная (лат. Aspáragus tenuifólius) — вид травянистых растений рода Спаржа (Asparagus) семейства Спаржевые (Asparagaceae).

## Ботаническое описание

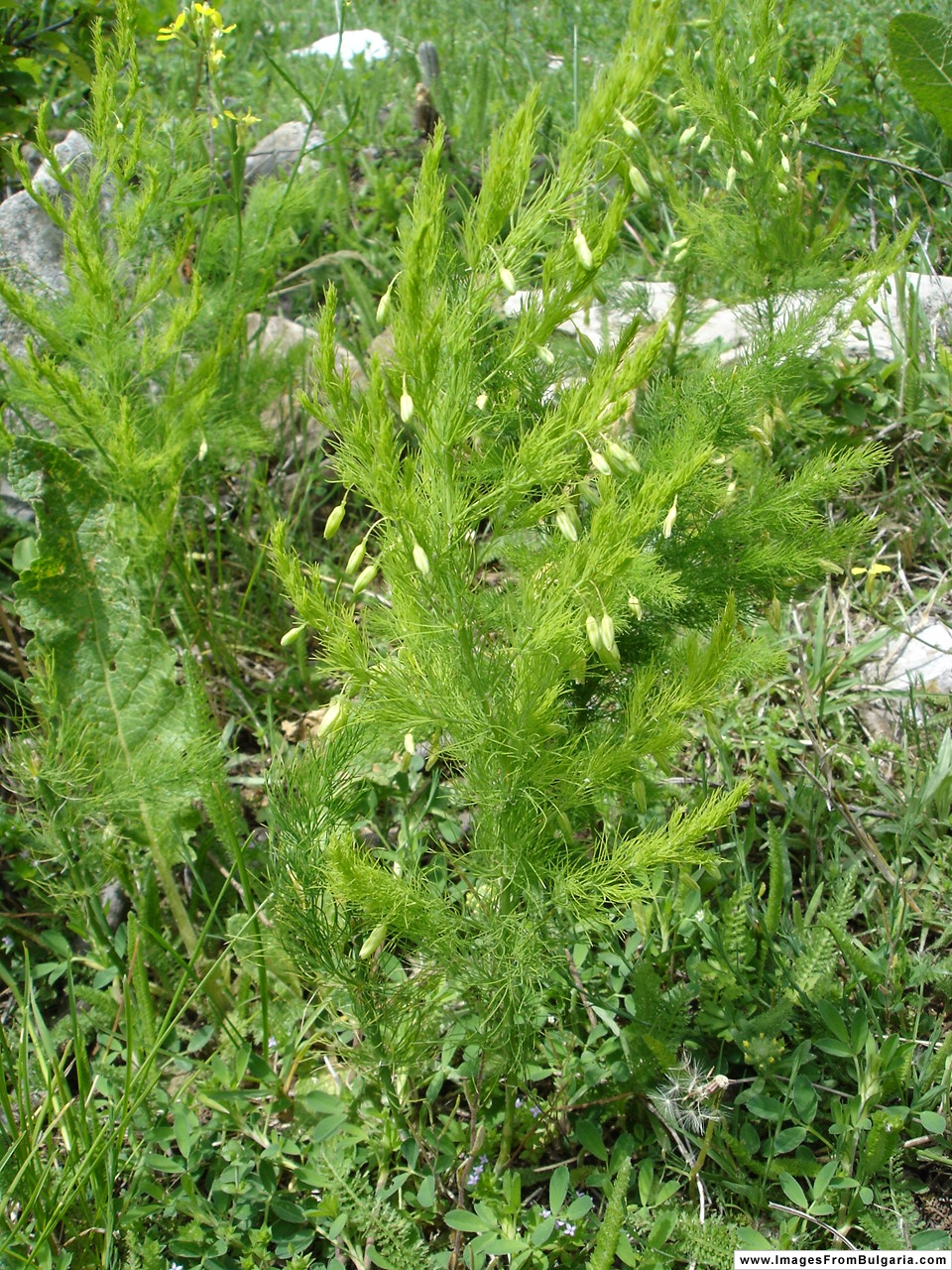
Цветущее растение

Многолетние травянистые корневищные растения, 30—100 см высотой. Стебель прямой; ветви тонкие, гладкие, отклонённые. Кладодии волосовидные или нитевидные, голые, гладкие, округлые в сечении, 0,1—0,2 мм шириной и 10—25 мм длиной, собраны в пучки 10—40. Листья редуцированные, чешуевидные, плёнчатые.
Цветки раздельнополые, двудомные. Околоцветник беловатый с зелёными полосами, 6—8 мм длиной. Тычинок 6, короче околоцветника, нити свободные; пыльники интрорзные, округлые, в 4 раза короче тычиночных нитей, 0,4—0,5 мм длиной. Гинецей синкарпный, завязь верхняя, трёхгнёздная. Плод — ягода, до 10 мм в диаметре.
Цветение в мае—июне.

## Распространение и экология
Встречается в Малой Азии и на юге Европы: от Франции до России (Адыгея, Ростовская область); растёт в дубовых и можжевёловых лесах, среди кустарников.

## Охрана
Вид внесён в Красную книгу Ростовской области.